# Pachycondyla rufipes
Pachycondyla rufipes är en myrart som först beskrevs av Jerdon 1851.  Pachycondyla rufipes ingår i släktet Pachycondyla och familjen myror.

## Underarter
Arten delas in i följande underarter:
- P. r. ceylonensis
- P. r. rufipes